# Rally di Sanremo 1999
Il Rally di Sanremo 1999, ufficialmente denominato 41º Rallye Sanremo - Rallye d'Italia, è stata la dodicesima prova del campionato del mondo rally 1999 nonché la quarantunesima edizione del Rally di Sanremo e la ventiseiesima con valenza mondiale. La manifestazione si è svolta dall'11 al 13 ottobre sui tortuosi asfalti che percorrono la Liguria occidentale, con base a Sanremo, e la parte meridionale delle province di Asti e Alessandria, in Piemonte.
L'evento è stato vinto dal finlandese Tommi Mäkinen, navigato dal connazionale Risto Mannisenmäki, al volante di una Mitsubishi Lancer Evo VI della scuderia Marlboro Mitsubishi Ralliart, davanti alle coppie francesi formate da Gilles Panizzi e Hervé Panizzi, su Peugeot 206 WRC della squadra ufficiale Peugeot Esso, e da Didier Auriol e Denis Giraudet, su Toyota Corolla WRC del Toyota Castrol Team.

## Dati della prova
| Denominazione ufficiale             | Rallye Sanremo - Rallye d'Italia |
| Edizione N°                         | 41 |
| Tappa N°                            | 12 di 14 |
| Data manifestazione                 | da lunedì 11/10/1999 a mercoledì 13/10/1999                                                                                          |
| Sede ospitante                      | Sanremo (provincia di Imperia, Liguria)                                                                                              |
| Sede parco assistenza               | Prima e terza frazione: Sanremo (provincia di Imperia, Liguria). Seconda frazione: Acqui Terme (provincia di Alessandria, Piemonte). |
| Superficie                          | Asfalto |
| Iscritti                            | 124 |
| Partiti                             | 119 |
| Arrivati                            | 55 (46,2%) |
| Prove speciali                      | 18 |
| Prova più breve                     | 7,36 km (PS8 e PS12: Loazzolo) |
| Prova più lunga                     | 40,61 km (PS15 e PS18: Colle Langan)                                                                                                 |
| Prova più lenta                     | velocità media di 79,71 km/h (PS10: Ponzone 1)                                                                                       |
| Prova più veloce                    | velocità media di 95,72 km/h (PS9: Turpino 1)                                                                                        |
| Lunghezza prove speciali            | 384,88 km (27,8% della distanza totale)                                                                                              |
| Lunghezza complessiva trasferimenti | 999,70 km |
| Distanza totale                     | 1384,58 km |

## Itinerario
| Frazione            | Prova  | Ora    | Nome                              | Partenza                          | Arrivo                            | Lunghezza | Totale    |
| ------------------- | ------ | ------ | --------------------------------- | --------------------------------- | --------------------------------- | --------- | --------- |
| Frazione 1 (11 ott) |        | 08:03  | Assistenza – Sanremo (10 min)     | Assistenza – Sanremo (10 min)     | Assistenza – Sanremo (10 min)     | –         | 105,87 km |
| Frazione 1 (11 ott) | PS1    | 08:40  | San Romolo 1                      | Sanremo                           | Ceriana                           | 18,50 km  | 105,87 km |
| Frazione 1 (11 ott) | PS2    | 09:07  | Monte Ceppo 1                     | Ceriana                           | Triora                            | 19,53 km  | 105,87 km |
| Frazione 1 (11 ott) |        | 10:21  | Assistenza – Sanremo (20 min)     | Assistenza – Sanremo (20 min)     | Assistenza – Sanremo (20 min)     | –         | 105,87 km |
| Frazione 1 (11 ott) | PS3    | 11:39  | Pantasina 1                       | Vasia                             | Borgomaro                         | 9,28 km   | 105,87 km |
| Frazione 1 (11 ott) | PS4    | 12:26  | Colle d'Oggia 1                   | Rezzo                             | Carpasio                          | 20,53 km  | 105,87 km |
| Frazione 1 (11 ott) |        | 13:52  | Assistenza – Sanremo (20 min)     | Assistenza – Sanremo (20 min)     | Assistenza – Sanremo (20 min)     | –         | 105,87 km |
| Frazione 1 (11 ott) | PS5    | 14:39  | San Romolo 2                      | Sanremo                           | Ceriana                           | 18,50 km  | 105,87 km |
| Frazione 1 (11 ott) | PS6    | 15:06  | Monte Ceppo 2                     | Ceriana                           | Triora                            | 19,53 km  | 105,87 km |
| Frazione 1 (11 ott) |        | 16:30  | Assistenza – Sanremo (45 min)     | Assistenza – Sanremo (45 min)     | Assistenza – Sanremo (45 min)     | –         | 105,87 km |
|                     |        |        |                                   |                                   |                                   |           |           |
| Frazione 2 (12 ott) |        | 08:07  | Assistenza – Acqui Terme (10 min) | Assistenza – Acqui Terme (10 min) | Assistenza – Acqui Terme (10 min) | –         | 167,98 km |
| Frazione 2 (12 ott) | PS7    | 08:49  | Torre del Vengore 1               | Monastero Bormida                 | Vesime                            | 29,50 km  | 167,98 km |
| Frazione 2 (12 ott) | PS8    | 09:42  | Loazzolo 1                        | Loazzolo                          | Loazzolo                          | 7,36 km   | 167,98 km |
| Frazione 2 (12 ott) |        | 10:33  | Assistenza – Acqui Terme (20 min) | Assistenza – Acqui Terme (20 min) | Assistenza – Acqui Terme (20 min) | –         | 167,98 km |
| Frazione 2 (12 ott) | PS9    | 11:18  | Turpino 1                         | Bistagno                          | Pareto                            | 24,45 km  | 167,98 km |
| Frazione 2 (12 ott) | PS10   | 12:07  | Ponzone 1                         | Cartosio                          | Morbello                          | 22,68 km  | 167,98 km |
| Frazione 2 (12 ott) |        | 13:22  | Assistenza – Acqui Terme (20 min) | Assistenza – Acqui Terme (20 min) | Assistenza – Acqui Terme (20 min) | –         | 167,98 km |
| Frazione 2 (12 ott) | PS11   | 14:14  | Torre del Vengore 2               | Monastero Bormida                 | Vesime                            | 29,50 km  | 167,98 km |
| Frazione 2 (12 ott) | PS12   | 15:07  | Loazzolo 2                        | Loazzolo                          | Loazzolo                          | 7,36 km   | 167,98 km |
| Frazione 2 (12 ott) |        | 15:58  | Assistenza – Acqui Terme (20 min) | Assistenza – Acqui Terme (20 min) | Assistenza – Acqui Terme (20 min) | –         | 167,98 km |
| Frazione 2 (12 ott) | PS13   | 16:43  | Turpino 2                         | Bistagno                          | Pareto                            | 24,45 km  | 167,98 km |
| Frazione 2 (12 ott) | PS14   | 17:32  | Ponzone 2                         | Cartosio                          | Morbello                          | 22,68 km  | 167,98 km |
| Frazione 2 (12 ott) |        | 18:27  | Assistenza – Acqui Terme (45 min) | Assistenza – Acqui Terme (45 min) | Assistenza – Acqui Terme (45 min) | –         | 167,98 km |
|                     |        |        |                                   |                                   |                                   |           |           |
| Frazione 3 (13 ott) |        | 07:03  | Assistenza – Sanremo (10 min)     | Assistenza – Sanremo (10 min)     | Assistenza – Sanremo (10 min)     | –         | 111,03 km |
| Frazione 3 (13 ott) | PS15   | 07:46  | Colle Langan 1                    | Badalucco                         | Castel Vittorio                   | 40,61 km  | 111,03 km |
| Frazione 3 (13 ott) |        | 09:36  | Assistenza – Sanremo (20 min)     | Assistenza – Sanremo (20 min)     | Assistenza – Sanremo (20 min)     | –         | 111,03 km |
| Frazione 3 (13 ott) | PS16   | 10:54  | Pantasina 2                       | Vasia                             | Borgomaro                         | 9,28 km   | 111,03 km |
| Frazione 3 (13 ott) | PS17   | 11:41  | Colle d'Oggia 2                   | Rezzo                             | Carpasio                          | 20,53 km  | 111,03 km |
| Frazione 3 (13 ott) |        | 13:02  | Assistenza – Sanremo (20 min)     | Assistenza – Sanremo (20 min)     | Assistenza – Sanremo (20 min)     | –         | 111,03 km |
| Frazione 3 (13 ott) | PS18   | 13:55  | Colle Langan 2                    | Badalucco                         | Castel Vittorio                   | 40,61 km  | 111,03 km |
| Frazione 3 (13 ott) |        | 15:45  | Assistenza – Sanremo (20 min)     | Assistenza – Sanremo (20 min)     | Assistenza – Sanremo (20 min)     | –         | 111,03 km |
| Totale              | Totale | Totale | Totale                            | Totale                            | Totale                            | Totale    | 384,88 km |

## Risultati

### Classifica
| Pos.                                 | Nº       | Pilota             | Co-pilota           | Auto                         | Squadra                      | Classe       | Tempo     | Distacco | Punti    |
| Generale                             | Generale | Generale           | Generale            | Generale                     | Generale                     | Generale     | Generale  | Generale | Generale |
| ------------------------------------ | -------- | ------------------ | ------------------- | ---------------------------- | ---------------------------- | ------------ | --------- | -------- | -------- |
| 1.                                   | 1        | Tommi Mäkinen      | Risto Mannisenmäki  | Mitsubishi Lancer Evo VI     | Marlboro Mitsubishi Ralliart | WRC          | 4h26'45"0 | –        | 10       |
| 2.                                   | 15       | Gilles Panizzi     | Hervé Panizzi       | Peugeot 206 WRC              | Peugeot Esso                 | WRC          | 4h27'03"0 | +18"0    | 6        |
| 3.                                   | 4        | Didier Auriol      | Denis Giraudet      | Toyota Corolla WRC           | Toyota Castrol Team          | WRC          | 4h27'27"2 | +42"2    | 4        |
| 4.                                   | 2        | Freddy Loix        | Sven Smeets         | Mitsubishi Carisma GT Evo VI | Marlboro Mitsubishi Ralliart | WRC          | 4h29'58"1 | +3'13"1  | 3        |
| 5.                                   | 16       | Andrea Aghini      | Loris Roggia        | Toyota Corolla WRC           | H.F. Grifone SRL             | WRC          | 4h30'35"2 | +3'50"2  | 2        |
| 6.                                   | 6        | Juha Kankkunen     | Juha Repo           | Subaru Impreza WRC99         | Subaru World Rally Team      | WRC          | 4h30'45"5 | +4'00"5  | 1        |
| 7.                                   | 8        | Simon Jean-Joseph  | Fred Gallagher      | Ford Focus WRC               | Ford Motor Co Ltd            | WRC          | 4h30'59"5 | +4'14"5  | -        |
| 8.                                   | 21       | Marcus Grönholm    | Timo Rautiainen     | Peugeot 206 WRC              | Peugeot Esso                 | WRC          | 4h31'25"8 | +4'40"8  | -        |
| 9.                                   | 24       | Franco Cunico      | Luigi Pirollo       | Subaru Impreza WRC97         | Aimont Racing Team           | WRC          | 4h32'35"2 | +5'50"2  | -        |
| 10.                                  | 27       | Andrea Navarra     | Simona Fedeli       | Ford Escort WRC              | Jolly Club                   | WRC          | 4h34'47"3 | +8'02"3  | -        |
| Campionato piloti vetture produzione |          |                    |                     |                              |                              |              |           |          |          |
| 1. (22.)                             | 53       | Gianluigi Galli    | Guido D'Amore       | Mitsubishi Carisma GT Evo V  | -                            | N4 / PWRC    | 4h47'19"8 | –        | 13       |
| 2. (25.)                             | 48       | Manfred Stohl      | Peter Müller        | Mitsubishi Lancer Evo VI     | -                            | N4 / PWRC    | 4h48'59"6 | +1'39"8  | 8        |
| 3. (26.)                             | 52       | Mario Stagni       | Roberto Paganoni    | Mitsubishi Carisma GT Evo V  | Conegliano                   | N4 / PWRC    | 4h49'51"0 | +2'31"2  | 5        |
| 4. (29.)                             | 57       | Sandro Sottile     | Luca De Rizzo       | Mitsubishi Lancer Evo V      | Rubicone Corse               | N4 / PWRC    | 4h52'21"4 | +5'01"6  | 3        |
| 5. (30.)                             | 55       | Luca Baldini       | Massimo Agostinelli | Mitsubishi Carisma GT Evo V  | Conegliano                   | N4 / PWRC    | 4h53'30"0 | +3ì10"2  | 2        |
| 6. (32.)                             | 47       | Hamed Al-Wahaibi   | Tony Sircombe       | Mitsubishi Lancer Evo VI     | Team Mitsubishi Oman         | N4 / PWRC TC | 4h55'45"9 | +8'26"1  | 1        |
| Coppa FIA squadre                    |          |                    |                     |                              |                              |              |           |          |          |
| 1. (15.)                             | 30       | Volkan Isik        | Erkan Bodur         | Toyota Corolla WRC           | Toyota Mobil Team Turkey     | WRC / TC     | 4h39'38"5 | –        | 10       |
| 2. (19.)                             | 31       | Abdullah Bakhashab | Michael Park        | Toyota Corolla WRC           | Toyota Team Saudi Arabia     | WRC / TC     | 4h45'46"6 | +6'08"1  | 6        |
| 3. (32.)                             | 47       | Hamed Al-Wahaibi   | Tony Sircombe       | Mitsubishi Lancer Evo VI     | Team Mitsubishi Oman         | N4 / TC PWRC | 4h55'45"9 | +16'07"4 | 4        |
| Coppa FIA 2 litri costruttori        |          |                    |                     |                              |                              |              |           |          |          |
| 1. (12.)                             | 71       | Piero Longhi       | Lucio Baggio        | Renault Mégane Maxi          | Treviso Rally Team           | A7 / 2L      | 4h37'45"1 | –        | 10       |
| 2. (14.)                             | 42       | Raphael Sperrer    | Per Carlsson        | Renault Mégane Maxi          | -                            | A7 / 2L      | 4h39'16"0 | +1'30"9  | 6        |
| 3. (17.)                             | 41       | Martin Rowe        | Derek Ringer        | Renault Mégane Maxi          | Renault Elf Dealer Rallying  | A7 / 2L      | 4h43'08"3 | +5'23"2  | -        |
| 4. (37.)                             | 104      | Tomasz Kuchar      | Maciej Szczepaniak  | Volkswagen Golf III Kit Car  | Polsat                       | A7 / 2L      | 5h04'45"9 | +27'00"8 | 4        |

| Principali ritiri | Principali ritiri | Principali ritiri | Principali ritiri    | Principali ritiri     | Principali ritiri       | Principali ritiri | Principali ritiri  | Principali ritiri |
| PS                | Nº                | Pilota            | Co-pilota            | Auto                  | Squadra                 | Classe            | Causa              | Pos.              |
| ----------------- | ----------------- | ----------------- | -------------------- | --------------------- | ----------------------- | ----------------- | ------------------ | ----------------- |
| PS 2              | 22                | Markko Märtin     | Toomas Kitsing       | Toyota Corolla WRC    | Estonian Oil Service    | WRC               | Ruota persa        | 26º               |
| PS 4              | 23                | Paolo Andreucci   | Giovanni Bernacchini | Subaru Impreza WRC98  | Treviso Rally Team      | WRC               | Incidente          | 15º               |
| PS 6              | 3                 | Carlos Sainz      | Luis Moya            | Toyota Corolla WRC    | Toyota Castrol Team     | WRC               | Incidente          | 6º                |
| PS 8              | 5                 | Richard Burns     | Robert Reid          | Subaru Impreza WRC99  | Subaru World Rally Team | WRC               | Trasmissione       | 5º                |
| PS 9              | 11                | Armin Schwarz     | Manfred Hiemer       | Škoda Octavia WRC     | Škoda Motorsport        | WRC               | Sterzo             | 14º               |
| PS 13             | 7                 | Colin McRae       | Nicky Grist          | Ford Focus WRC        | Ford Motor Co Ltd       | WRC               | Incidente          | 23º               |
| PS 14             | 28                | Andrea Dallavilla | Danilo Fappani       | Subaru Impreza WRC98  | Mirabella Mille Miglia  | WRC               | Incidente          | 8º                |
| PS 15             | 10                | Piero Liatti      | Carlo Cassina        | SEAT Córdoba WRC Evo2 | SEAT Sport              | WRC               | Trasmissione       | 12º               |
| PS 16             | 20                | Toni Gardemeister | Paavo Lukander       | SEAT Córdoba WRC Evo2 | SEAT Sport              | WRC               | Motore             | 14º               |
| PS 17             | 14                | François Delecour | Daniel Grataloup     | Peugeot 206 WRC       | Peugeot Esso            | WRC               | Problemi elettrici | 1º                |

Legenda
| Icona | Classe                                                                                  |
| ----- | --------------------------------------------------------------------------------------- |
| WRC   | Equipaggio che può conquistare punti per il campionato costruttori WRC                  |
| WRC   | Equipaggio di classe A8 che non può conquistare punti per il campionato costruttori WRC |
| PWRC  | Equipaggio registrato al campionato PWRC                                                |
| 2L    | Equipaggio registrato alla Coppa FIA 2 litri costruttori                                |
| TC    | Equipaggio registrato alla Coppa FIA squadre                                            |
|       | Ulteriori classificazioni                                                               |

### Prove speciali
| Frazione            | Prova | Ora   | Nome                | Lunghezza | Vincitori                          | Tempo   | Leader del rally                   |
| ------------------- | ----- | ----- | ------------------- | --------- | ---------------------------------- | ------- | ---------------------------------- |
| Frazione 1 (11 Ott) | PS1   | 08:40 | San Romolo 1        | 18,50 km  | Gilles Panizzi Hervé Panizzi       | 12'03"4 | Gilles Panizzi Hervé Panizzi       |
| Frazione 1 (11 Ott) | PS2   | 09:07 | Monte Ceppo 1       | 19,53 km  | François Delecour Daniel Grataloup | 13'22"5 | François Delecour Daniel Grataloup |
| Frazione 1 (11 Ott) | PS3   | 11:39 | Pantasina 1         | 9,28 km   | Gilles Panizzi Hervé Panizzi       | 6'20"9  | Gilles Panizzi Hervé Panizzi       |
| Frazione 1 (11 Ott) | PS4   | 12:26 | Colle d'Oggia 1     | 20,53 km  | Gilles Panizzi Hervé Panizzi       | 13'45"2 | Gilles Panizzi Hervé Panizzi       |
| Frazione 1 (11 Ott) | PS5   | 14:39 | San Romolo 2        | 18,50 km  | Gilles Panizzi Hervé Panizzi       | 11'59"5 | Gilles Panizzi Hervé Panizzi       |
| Frazione 1 (11 Ott) | PS6   | 15:06 | Monte Ceppo 2       | 19,53 km  | François Delecour Daniel Grataloup | 13'17"7 | François Delecour Daniel Grataloup |
|                     |       |       |                     |           |                                    |         | François Delecour Daniel Grataloup |
| Frazione 2 (12 Ott) | PS7   | 08:49 | Torre del Vengore 1 | 29,50 km  | François Delecour Daniel Grataloup | 21'25"4 | François Delecour Daniel Grataloup |
| Frazione 2 (12 Ott) | PS8   | 09:42 | Loazzolo 1          | 7,36 km   | Gilles Panizzi Hervé Panizzi       | 4'55"1  | François Delecour Daniel Grataloup |
| Frazione 2 (12 Ott) | PS9   | 11:18 | Turpino 1           | 24,45 km  | Colin McRae Nicky Grist            | 15'19"6 | François Delecour Daniel Grataloup |
| Frazione 2 (12 Ott) | PS10  | 12:07 | Ponzone 1           | 22,68 km  | Tommi Mäkinen Risto Mannisenmäki   | 17'04"3 | François Delecour Daniel Grataloup |
| Frazione 2 (12 Ott) | PS11  | 14:14 | Torre del Vengore 2 | 29,50 km  | Tommi Mäkinen Risto Mannisenmäki   | 21'09"6 | François Delecour Daniel Grataloup |
| Frazione 2 (12 Ott) | PS12  | 15:07 | Loazzolo 2          | 7,36 km   | Colin McRae Nicky Grist            | 4'52"7  | François Delecour Daniel Grataloup |
| Frazione 2 (12 Ott) | PS13  | 16:43 | Turpino 2           | 24,45 km  | Tommi Mäkinen Risto Mannisenmäki   | 15'21"3 | François Delecour Daniel Grataloup |
| Frazione 2 (12 Ott) | PS14  | 17:32 | Ponzone 2           | 22,68 km  | Tommi Mäkinen Risto Mannisenmäki   | 10'16"4 | Gilles Panizzi Hervé Panizzi       |
|                     |       |       |                     |           |                                    |         |                                    |
| Frazione 3 (13 Ott) | PS15  | 07:46 | Colle Langan 1      | 40,61 km  | Tommi Mäkinen Risto Mannisenmäki   | 27'51"3 | Tommi Mäkinen Risto Mannisenmäki   |
| Frazione 3 (13 Ott) | PS16  | 10:54 | Pantasina 2         | 9,28 km   | François Delecour Daniel Grataloup | 6'41"3  | François Delecour Daniel Grataloup |
| Frazione 3 (13 Ott) | PS17  | 11:41 | Colle d'Oggia 2     | 20,53 km  | Gilles Panizzi Hervé Panizzi       | 14'24"3 | Gilles Panizzi Hervé Panizzi       |
| Frazione 3 (13 Ott) | PS18  | 13:55 | Colle Langan 2      | 40,61 km  | Tommi Mäkinen Risto Mannisenmäki   | 28'14"7 | Tommi Mäkinen Risto Mannisenmäki   |

## Classifiche mondiali
Classifica piloti
| Pos. | Pos. | Pilota            | Punti |
| ---- | ---- | ----------------- | ----- |
| 1    |      | Tommi Mäkinen     | 58    |
| 2    |      | Didier Auriol     | 52    |
| 3    | 1    | Juha Kankkunen    | 38    |
| 4    | 1    | Carlos Sainz      | 38    |
| 5    |      | Richard Burns     | 35    |
| 6    |      | Colin McRae       | 23    |
| 7    |      | Philippe Bugalski | 20    |
| 8    | 2    | Freddy Loix       | 9     |
| 9    | N    | Gilles Panizzi    | 6     |
| 10   | 1    | Jesús Puras       | 6     |
| 11   | 3    | Toni Gardemeister | 6     |
| 12   | 1    | Thomas Rådström   | 5     |
| 13   | 1    | Harri Rovanperä   | 5     |
| 14   |      | Marcus Grönholm   | 3     |
| 15   | 2    | François Delecour | 3     |
| 16   | 2    | Ian Duncan        | 3     |
| 17   | 1    | Bruno Thiry       | 3     |
| 18   | 1    | Markko Märtin     | 2     |
| 19   | 1    | Petter Solberg    | 2     |
| 20   | 1    | Possum Bourne     | 2     |
| 20   | N    | Andrea Aghini     | 2     |
| 22   | 2    | Volkan Işık       | 1     |
| 23   | 2    | Piero Liatti      | 1     |
| 24   | 2    | Leonidas Kirkos   | 1     |

Classifica costruttori WRC
| Pos. | Pos. | Squadra                      | Punti |
| ---- | ---- | ---------------------------- | ----- |
| 1    |      | Toyota Castrol Team          | 103   |
| 2    |      | Subaru World Rally Team      | 79    |
| 3    |      | Marlboro Mitsubishi Ralliart | 74    |
| 4    |      | Ford Motor Co Ltd            | 36    |
| 5    |      | SEAT Sport                   | 18    |
| 6    |      | Peugeot Esso                 | 9     |
| 7    |      | Škoda Motorsport             | 3     |